# Colchane
Colchane is een gemeente in de Chileense provincie Tamarugal in de regio Tarapacá. Colchane telde 1.728 inwoners in 2017 en heeft een oppervlakte van 4016 km².